# Georges Blind
Georges Blind (Belfort, 17 novembre 1904 – Blechhammer, dicembre 1944) è stato un partigiano francese, noto per essere stato identificato come il Le fusillé souriant. Nel 1984 la fotografia della finta esecuzione di un condannato a morte fu pubblicata a scopo identificativo. La posizione della fotografia venne inizialmente identificata come il quarto fossato della Cittadella militare di Belfort, e un cittadino della città lo identificò come suo padre, Georges Blind, morto durante la deportazione. Venne promosso postumo al grado di sergente dei pompieri, e fu decorato con la médaille militaire, con la croix de guerre 1939-1945, con la médaille de la Résistance e la medaglia d'argento con rosetta dei Sapeurs-pompiers.

## Biografia

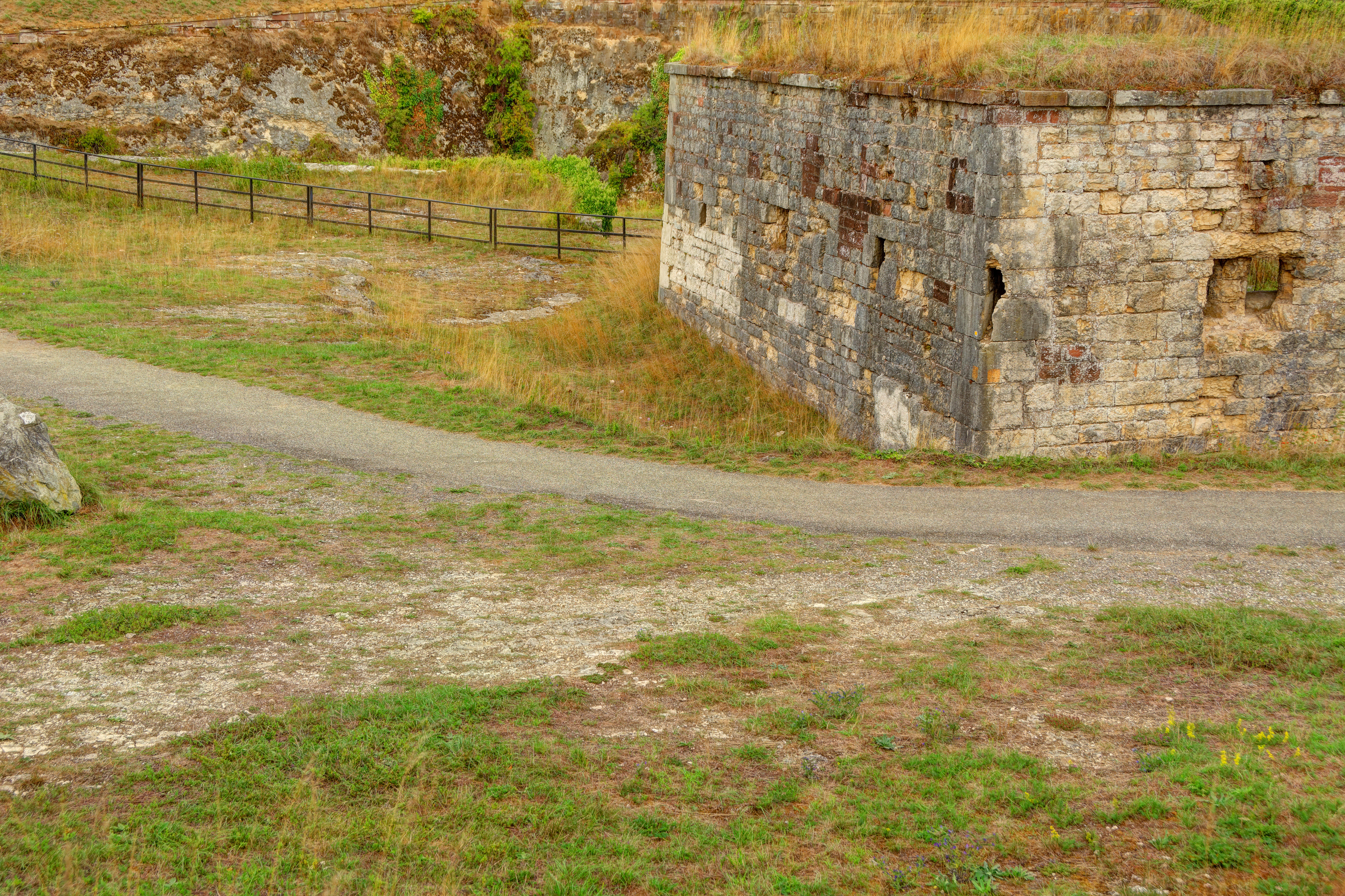
Luogo dove fu scattata la fotografia del « fusillé souriant », a Belfort.

Nacque a Belfort il 17 novembre 1904. Dopo aver lavorato per la Société Alsacienne de Constructions Mécaniques come fabbro, il 10 gennaio 1929 entrò a far parte dei pompieri. Il 6 marzo 1932 fu nominato pompiere di prima classe, e nel 1938 fu promosso caporale.
Nel 1941 entrò a far parte della rete della resistenza francese in forza al "groupe Ferrand". Al di fuori della sua professione, aiutava volontariamente il Secours Populaire nelle sue opere di beneficenza.
Possedendo un lasciapassare permanente e uno notturno (Nachtausweis), operava durante la notte nel territorio di Belfort e dell'Alsazia con un'autoambulanza dei pompieri. A bordo trasportava membri della resistenza, persone ricercate, armi, informazioni e giornali clandestini.
Fu arrestato della Feldgendarmerie il 14 ottobre 1944 a Belfort presso il suo domicilio in rue de la Marseillaise. Nel tentativo di farlo parlare fu sottoposto ad una finta esecuzione tramite fucilazione due volte il 15 e il 23 ottobre nel fossato della cittadella di Belfort, davanti a Fort Blanc, senza ottenere lo scopo prefissato, in quanto lui non tradì mai i suoi camerati.
Il 24 ottobre fu trasferito dalla caserma Friedrich di Belfort al campo di Schirmeck-La Broque, Alsazia, e due giorni dopo partì per Dachau, dove arrivò il 29 ottobre.
Il 24 novembre 1944, 1 014 deportati del campo di concentramento di Dachau furono selezionati per essere trasferiti presso il campo di concentramento di Auschwitz, dove 863 francesi, lui compreso, arrivarono il 26 novembre. Questo convoglio fu conosciuto come “convoi des Vosgiens”.
Dopo la doccia e il tatuaggio del numero di serie sull'avambraccio sinistro, i deportati vennero rinchiusi nella baracche. Nel pomeriggio successivo fu effettuata un'altra selezione da parte delle SS e lui e altri 79 "Vosgien" partirono i camion per il campo di concentramento di Blechammer ("Judenlager") dove giunsero nella notte dal 29 al 30 novembre. Dopo una visita medica effettuata da un medico delle SS del campo di concentramento dieci prigionieri, tra cui lui, giudicati contagiosi, furono ricoverati in infermeria. Nessuno di loro farà più ritorno. Al suo rientro in Francia dalla deportazione, il signor André Hatier affermò che Georges Blind, che aveva conosciuto a Belfort, entrò immediatamente in infermeria e che fu l'unico a farlo quella notte. Aggiunse di aver appreso della morte di Blind pochi giorni dopo.
Un soldato tedesco aveva depositato una pellicola fotografica che ritraeva anche la sua finta esecuzione presso un negozio di Belfort. Il fotografo Aloyse Ball effettuò un stampa supplementare della foto della finta esecuzione che dopo la fine della guerra fu pubblicata dapprima sul La jeune Alsace nel maggio 1945 e poi su Le Figaro il 3 luglio dello stesso anno. In essa si vede chiaramente Georges Blind ridere in faccia al plotone di esecuzione tedesco.
Promosso postumo al grado di sergente, fu decorato con la médaille militaire, con la croix de guerre 1939-1945, la médaille de la Résistance et la medaglia d'argento con rosetta dei Sapeurs-pompiers.

### Annotazioni
1. ↑  Il signor Jules Fainzang, un deportato impiegato come infermiere nella baracca adibita a infermeria affermò che Blind fu portato, lì nella notte del 29 novembre e gli altri 9 la notte successiva. Tutti i prigionieri che si trovavano nell'infermeria, circa 30 persone, vennero assassinati tramite iniezione letale nella notte tra il 29 novembre e il 1 dicembre, ed i corpi vennero poi trasferiti al forno crematorio da altri deportati.

### Fonti
1. 1 2 3 4 5 6 7 8 9 10 11 12 13 14 15 16 17 18 19 20 21 22  Museé de la résistance en ligne.
2. 1 2 3 4 5 6 7 8 9 10  Memoire.